# Рыбин, Пётр Никитович
Пётр Ники́тович Ры́бин (1924—1979) — советский партийный деятель, первый секретарь Лутугинского райкома Компартии Украины в Луганской области, Герой Социалистического Труда (1966).

## Биография

### Ранние годы, война
Родился 12 июля 1924 года в селе Бобково Барнаульского уезда Алтайской губернии (ныне Рубцовского района Алтайского края) в семье крестьян-бедняков. Отец Никита Акимович Рыбин в годы Гражданской войны воевал в партизанском отряде на стороне красных, а в 1929 году первым вступил в колхоз имени Калинина. Мать умерла, когда Петру было два года. В 1932—1942 годах  учился в Рубцовской средней школе.
В мае 1942 года призван в Красную Армию. Служил на различных фронтах Великой Отечественной войны. В январе 1944 года вступил в ВКП(б). В июне 1944 года — командир миномёта 2-й батареи 4-го дивизиона 257-го миномётного полка 27-й миномётной бригады на Ленинградском фронте, старший сержант. В конце войны окончил пехотное училище, после чего в звании младшего лейтенанта был назначен командиром взвода зенитно-артиллерийского полка. 
После демобилизации в июне 1947 года поселился в Меловском районе Ворошиловградской области. Работал военруком Ново-Стрелецкой средней школы, затем штатным пропагандистом Покровского райкома Компартии Украины (КПУ).

### Партийная работа
В 1951—1953 годах прошёл обучение в школе партийных кадров при Сталинском обкоме партии, после чего был направлен в Александровский райком КПУ. Утверждён заведующим отделом пропаганды и агитации, по совместительству — уполномоченным обллита. В 1954 году рекомендован на заочное отделение Высшей партийной школы при ЦК КПСС.

### Колхоз «Червоный Жовтень»
В апреле 1955 года П. Н. Рыбин в числе тридцатитысячников, отвечая на призыв ЦК КПСС и Совета Министров СССР об укреплении руководящих кадров сельского хозяйства, изъявил желание пойти работать председателем колхоза. В октябре 1955 года избран председателем колхоза имени Маленкова (в 1957 году переименованного в колхоз «Червоный Жовтень») Александровского района.
Центральная усадьба колхоза располагалась в посёлке Белое. Хозяйство, занимавшее 3 тысячи гектаров в плодородной пойме реки Белой, специализировалось на производстве молока и овощей. Богатые традиции хлеборобского мастерства и энергичное руководство нового председателя позволили добиться наивысших в районе надоев молока: 3—3,5 тысячи литров в год на дойную корову. Колхозные механизаторы получали трёхразовое бесплатное питание, доярки — бесплатные завтраки. В колхозе было четыре столовых, детские ясли. Многие работники колхоза были отмечены в те годы высокими наградами страны.

### Руководство районом
3 января 1965 года колхоз оказался на территории новообразованного Лутугинского района. 10 августа 1965 года на бюро Луганского обкома партии П. Н. Рыбин был утверждён первым секретарём Лутугинского райкома КПУ, избранного на пленуме райкома 30 июля 1965 года. Главным поручителем выдвиженца стал первый секретарь Луганского обкома партии В. В. Шевченко. Он же спустя год, учитывая колхозные заслуги, рекомендовал кандидатуру П. Н. Рыбина на присвоение высшего в СССР почётного звания за труд.
Указом Президиума Верховного Совета СССР от 22 марта 1966 года за достигнутые успехи в развитии животноводства, увеличении производства и заготовок мяса, молока, яиц, шерсти и другой продукции Петру Никитовичу Рыбину присвоено звание Героя Социалистического Труда с вручением ордена Ленина и золотой медали «Серп и Молот».
За годы руководства П. Н. Рыбиным Лутугинский район достиг целого ряда успехов. Лутугинский завод прокатных валков экспортировал свою продукцию в 23 страны мира. Пущенная в эксплуатацию 30 ноября 1964 года шахта Лутугинская-Северная стала одним из лидеров советского углепрома и была награждена орденом Трудового Красного Знамени. Набирал мощности Ольховский коксохимический завод — филиал Коммунарского коксохима. На завершающий этап вышло строительство шахты-гиганта Ворошиловградская № 1 с проектной мощностью 10 тысяч тонн угля в сутки. Рядом с шахтой вырос посёлок Юбилейный. В 1970 году в посёлке Георгиевка открыт рыбзавод. Лутугинский рыбный магазин с бассейном по ассортименту не уступал главному рыбному магазину Ростова-на-Дону «Океан». Высоких урожаев добивались хлеборобы и овощеводы.
В апреле 1971 года по итогам VIII пятилетки П. Н. Рыбин, один из немногих партийных работников области, награждён орденом Октябрьской Революции.

### Совхоз имени Щорса
Вскоре после снятия В. В. Шевченко с руководства Ворошиловградской областью началась «чистка» партийных рядов. 29 января 1974 года П. Н. Рыбин постановлением бюро обкома партии был освобождён от должности в связи с выходом на пенсию. После этого четыре года он руководил крупнейшим хозяйством Лутугинского района — совхозом имени Щорса. Строил животноводческие фермы, мехмастерские, механизировал ток, возводил жильё, объекты соцкульбыта. Совхоз награждался медалями на Выставке достижений народного хозяйства в Москве.

### Отставка
20 декабря 1978 года бюро Ворошиловградского обкома партии рассмотрело вопрос о фактах грубого нарушения партийной и государственной дисциплины руководством совхоза имени Щорса и формальном подходе Лутугинского райкома, работников отделов сельского хозяйства и оргпартработы обкома партии к их рассмотрению. Бюро постановило объявить П. Н. Рыбину строгий выговор и снять его с должности директора совхоза как скомпрометировавшего себя. Главный грубый конкретный факт нарушения, отмеченный в том постановлении, — «продажа тяжёлого мотоцикла с коляской одному из специалистов совхоза вне очереди».
Менее чем через год, в 54-летнем возрасте, П. Н. Рыбин скончался. Похоронен на Лутугинском кладбище.

## Награды
- медаль «Серп и Молот» (1966)
- орден Ленина (1966)
- орден Октябрьской Революции (1971)
- два ордена Трудового Красного Знамени (1958, 1973)
- медаль «За отвагу» (1944) и др.

## Семья
Жена Мария Фёдоровна Рыбина.
Трое детей: Пётр (подполковник, контрразведка), Зоя, Геннадий (возглавлял областное управление ГАИ).
Внуки: Пётр(назван в честь Петра Никитовича), Мария, Александр, Николай.